# WrestleMania 31
WrestleMania 31 — тридцать первая по счёту WrestleMania, PPV-шоу производства WWE. Шоу прошло 29 марта 2015 года на арене «Ливайс Стэдиум» в Санте-Кларе, Калифорния, США.
Это первая WrestleMania, которая прошла в области залива Сан-Франциско, и шестая по счёту, которая состоялась в Калифорнии (после WrestleMania 2, WrestleMania VII, WrestleMania XII, WrestleMania 2000 и WrestleMania 21).
На шоу было проведено девять матчей, включая два матча на предварительном шоу. В главном событии Сет Роллинс обналичил свой контракт «Деньги в банке», когда проходил запланированный матч между защищающимся чемпионом Броком Леснаром и Романом Рейнсом, и выиграл матч, завоевав титул чемпиона мира WWE в тяжелом весе. Гробовщик (в своем первом появлении на экране после WrestleMania предыдущего года) победил Брэя Уайатта, а Джон Сина победил Русева и завоевал титул чемпиона Соединённых Штатов WWE. Это шоу также было примечательно дебютным матчем Стинга в WWE, а также его единственным матчем на WrestleMania, в котором он потерпел поражение от Трипл Эйча.
Несмотря на критику за подготовку и ретроспективную критику за решения по организации, мероприятие получило весьма положительные отзывы как от фанатов, так и от критиков; некоторые критики назвали его одним из лучших за всю историю WrestleMania. Похвалы были направлены на качество подавляющего большинства матчей, концовку главного события и отсутствие матчей, считающихся «филлерами», в то время как матч женских команд был подвергнут этой самой критике. Ретроспективная критика была сосредоточена на победе Трипл Эйча над Стингом, которая была расценена как ненужная ода победе WWE в Monday Night Wars. WWE сообщила, что шоу стало самым кассовым мероприятием WWE за всю историю, получив доход в размере 12,6 миллионов долларов. Компания также заявила, что посещаемость составила 76 976 человек. Это также была первая WrestleMania, на которой был использован нынешний логотип WWE, первоначально использовавшийся для WWE Network.

## Производство

### Подготовка

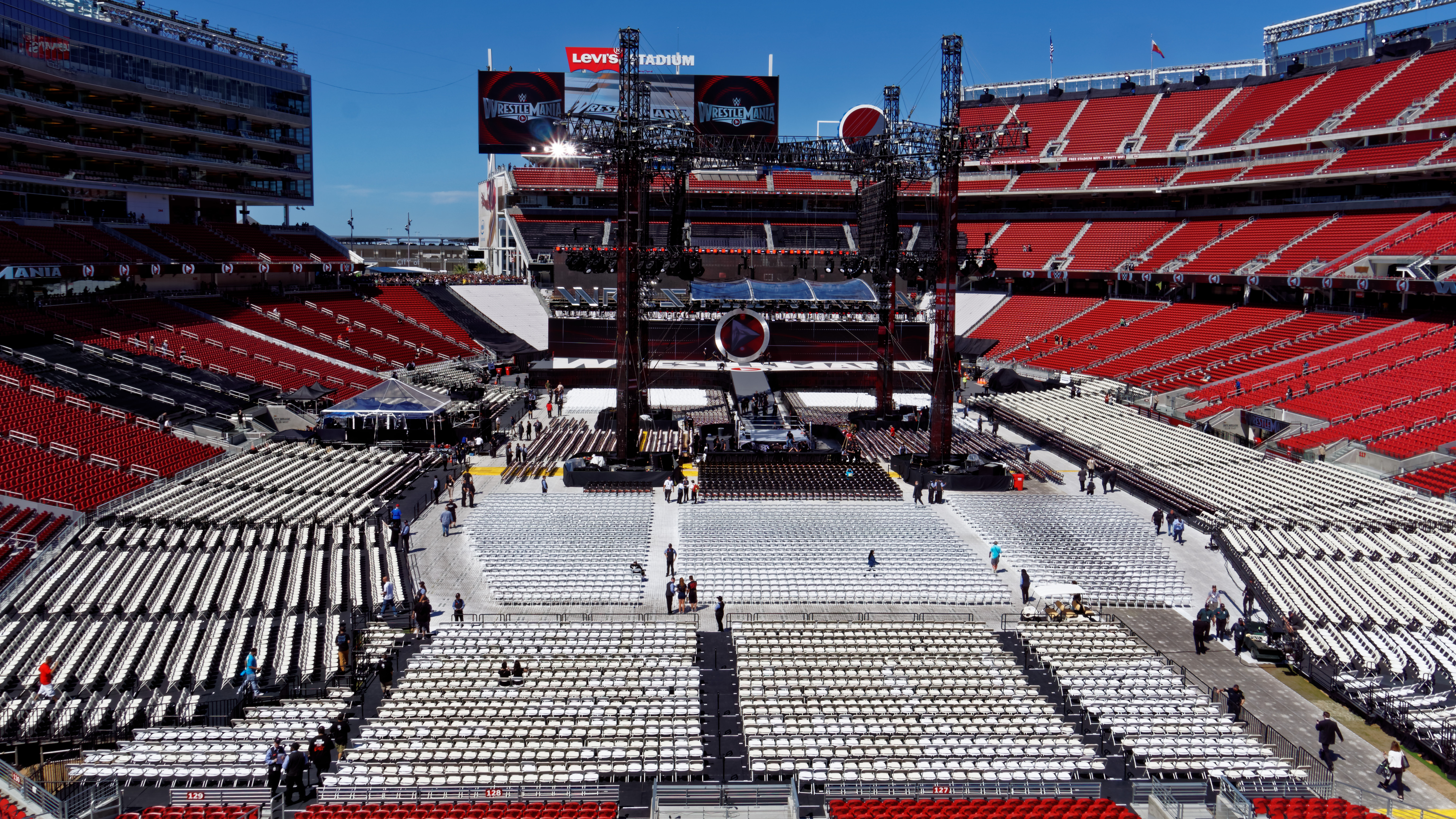
Арена Ливайс Стэдиум перед началом Рестлмания 31

Рестлмания считается флагманским pay-per-view (PPV) шоу от WWE и WWE Network, впервые проведенным со времен Рестлмании I. Данное шоу представил американский певец и обладатель Грэмми Бруно Марс. Рестлмания является самым продолжительным шоу в истории профессионального реслинга проводящаяся ежегодно с середины марта по середину апреля. Также она является одной из самых первых четырех оригинальных pay-per-view  шоу от WWE, который включает в себя Royal Rumble, SummerSlam и Survivor Series, так называемое "Большой четверкой". Само событие описывается как Супербоулом спортивных развлечений.  Рестлмания 31 состоялась 29 марта 2015 года на стадионе Ливайс Стэдиум в городе Санта-Клара, штат Калифорния, в районе залива Сан-Франциско. Это стало первым шоу Рестлмании, проведенное в районе залива Сан-Франциско, шестым, проведенное в штате Калифорния (после 2, VII, XII, 2000 и 21) и шестое, проведенное на открытой площадке (после IX, XXIV, XXVI, XXVIII, и 29).
Главный логотип данного шоу включал в себя красную кнопку "play". Что согласно статье в San Jose Mercury News, Винс Макмэн объяснил, это тем что кнопка воспроизведения подчеркивает техническое мастерство Силиконовой долины. Для этого шоу было включено две тематические песни. Главной из которой была песня  "Rise" Дэвида Гетты с участием Скайлар Грей, в то время когда второстепенной темой была "Money and the Power" Кида Инка. Само шоу включало в себя живые музыкальные выступления Скайлар Грей, Кида Инка, Трэвиса Баркера и Алоэ Блэка, который исполнил традиционную песню «America the Beautiful» перед началом шоу, и обладателя премии "Грэмми" появившегося в видеозаписи открытия шоу LL Cool J .
29 сентября в продажу поступили турпакеты для шоу с эксклюзивным пакетом путешествий California Dreamin' стоимостью от 5500 долларов. Пакеты представляют с собой VIP-пакет, Платиновый Премиум-пакет, Золотой пакет и Серебряный пакет которые были доступны 6 октября по ценам от 3250, 1650, 1150 и 900 долларов США соответственно, включая билеты на Рестлманию, проживание в отеле, авиабилеты и другие мероприятия через WrestleMania Axxess. Индивидуальные билеты поступили в продажу 15 ноября по цене от 35 до 1000 долларов.

### Сюжетные линии
Кард состоял из 9 матчей, в том числе двух матчей на Kickoff, которые были результатом сюжетных линий по сценарию, где рестлеры изображали злодеев, героев или менее других различимых персонажей и ноги в сценарных событиях, которые создавали напряженность и завершались схваткой или серией матчей, результаты которых были предопределены сценаристами WWE. Сюжетные линии между персонажами разыгрывались в основных телевизионных программах WWE, Raw и SmackDown.

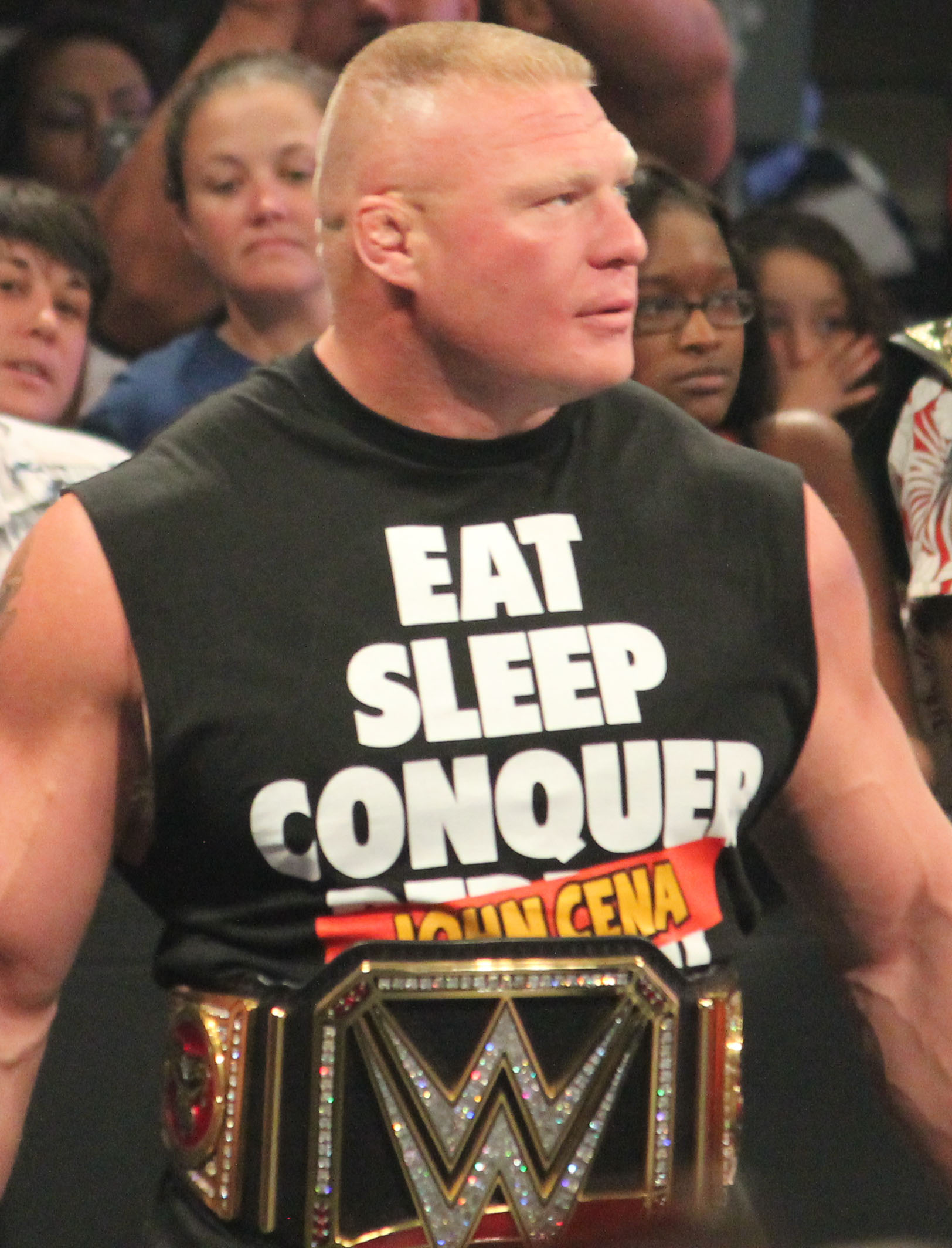
Брок Леснар должен будет защищать свой Чемпионат мира WWE в тяжелом весе против Романа Рейнса

На шоу Royal Rumble в матче  тройной угрозы Брок Леснар успешно защитил свой титул Чемпиона Мира WWE в тяжелом весе против Джона Сины и Сета Роллинса. Притом что Роллинс был владельцем кейса Money in the Bank, что гарантировало ему будущий титульный поединок в любое время и место по его выбору. Между тем, матч Royal Rumble 2015 года который выиграл Роман Рейнс, дает ему право на главный поединок за титул Леснара на WrestleMania, но это также вызвало почти плохую реакцию у всех фанатов WWE, даже больше, чем у победителя последнего рамбла Батисты. На эпизоде Raw от 2 февраля, из-за этой некомфортной атмосферы, Рейнс согласился поставить на кон свое звание претендента №1 в матче на шоу Fastlane. Позже этим вечером Дэниел Брайан (самый большой бейбифейс фанатов, считавшего выигравший рамбл и сразившийся с Леснаром за свой титул на WrestleMania) победил Роллинса, чтобы встретиться с Рейнсом на шоу. Но на Fastlane Рейнс победил Брайана, тем самым обеспечил себе титульный бой против Леснара на Рестлмании, что еще больше разозлило почти всех фанатов WWE. У Рейнса было только два личных взаимодействия с Леснаром до Рестлмании., с его титульным матчем, описанным как "строящийся на том, достоин ли он вообще участвовать в матче в первую очередь". Рейнс также был описан как человек "не испытавший никаких невзгод в своем путешествии", поскольку он "поболтал с (менеджером Леснара) Полом Хейманом который на одной неделе купил рубашку, а потом, играл в перетягивание каната" с Леснаром (отсылка к финальному противостоянию на ринге между Леснаром и Рейнсом на эпизоде Raw от 23 марта, в котором они боролись за пояс чемпиона мира WWE в тяжелом весе). В сюжетной линии было признано, что контракт Леснара истекал вскоре после Рестлмании, но менее чем за неделю до события, на фоне слухов о том, что он вернется в UFC, Леснар подписал новый контракт с WWE и ушел из ММА.
На эпизоде Raw от 2 марта Пейдж победила чемпионку среди Див Никки Беллу по дисквалификации в титульном матче после того, как её атаковала Бри Белла; таким образом, Никки сохраняет за собой титул. Затем Бри и Никки продолжали атаковать Пейдж на ринге, пока её не спасла оправившись после травмы Эй Джей Ли. На эпизоде SmackDown от 5 марта Эй Джей победил Бри после того, как Пейдж удержала Никки от вмешательства в матч. 9 марта Эй Джей и Пейдж  объявили что должны  встретиться с Беллами на Рестлмании.

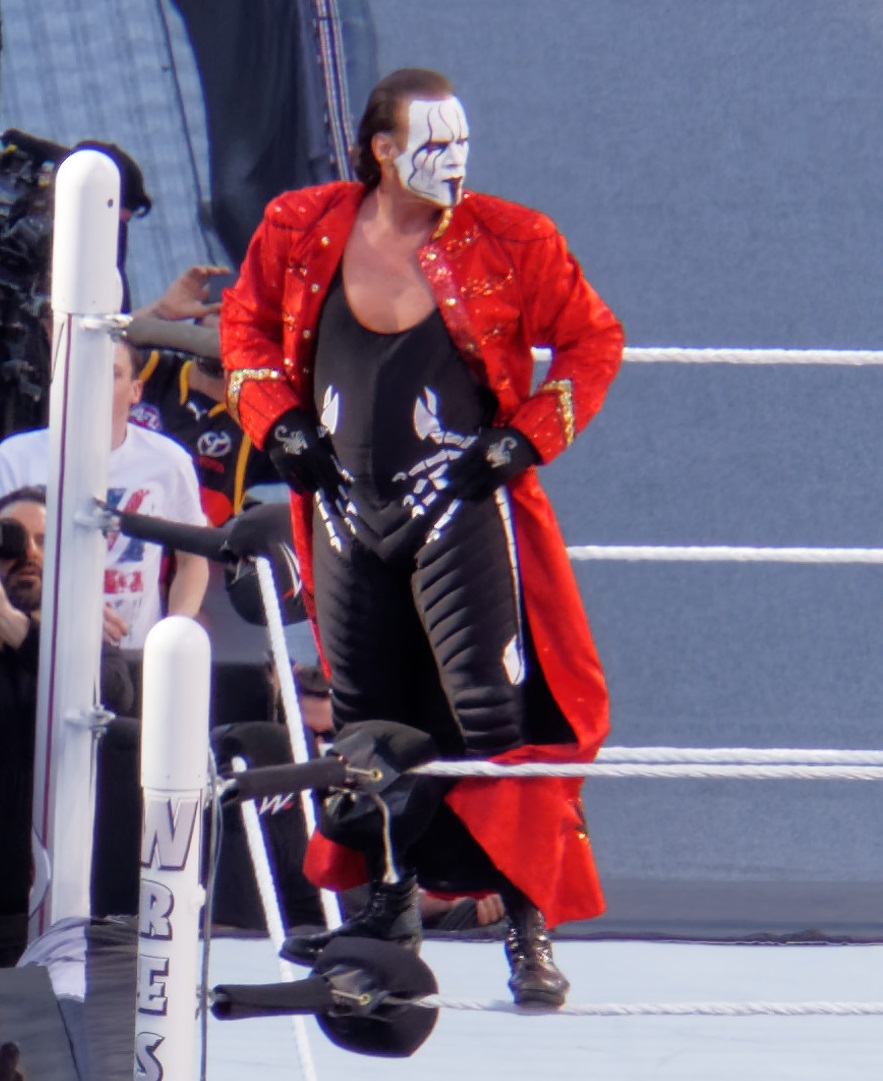
Стинг в дебютном матче в WWE проиграл Трипл Эйчу

На Survivor Series впервые в WWE появился Стинг, атаковав Трипл Эйча в матче на выбывание в мейн ивэнте шоу, атакуя Трипл Эйча он помог Дольфу Зигглеру удержать Сета Роллинса, что дало победу команде Сины и привело к тому, что Руководство потеряла власть, что было второстепенным условием матча. 19 января на эпизоде Raw  Стинг дебютировал на самом бренде, появившись за кулисами во время главного события, в гандикап матча 3 на 1 между Синой и командой Биг Шоу, Кейном и Роллинсом. Огни на арене потемнели, когда на рампу вышел Стинг и жестом подозвал представителя Руководство у ринга. Отвлекающий маневр позволил Сине удержать победу на Роллинсе, что обратно вернуло на рабочих местах недавно уволенных Зигглера, Райбека и Эрика Роуэна (кейфебно). 26 января Трипл Эйч вызвали Стинга на очную ставку на шоу Fastlane. На эпизоде Raw от 9 февраля Трипл Эйч снова вызвал Стинга, чтобы принять его вызов. Свет погас, и группа имитаторов Стинга появилась вокруг арены и внутри ринга, освещенная прожекторами, в то время как видеообращение Стинга, принимающего вызов Трипл Эйча, воспроизводилось на Титантроне. На Fastlane эти двое дрались до тех пор, пока Стинг не получил контроль над Трипл Эйчем. Затем Стинг указал на знак Рестлмании на стропилах своей фирменной бейсбольной битой, бросив вызов, который Трипл Эйч принял. Позже тем же вечером совпадение было подтверждено.
На 23 февраля на эпизоде Raw было объявлено о втором ежегодном батлл рояле памяти Андре Гиганта которая пройдет на Рестлмании. В течение следующего месяца рестлеры Миз, Кертис Аксель, Райбек, Фанданго, Адам Роуз, Зак Райдер, Джек Сваггер, Тайтус О’Нил, Даррен Янг, Биг Шоу, Кейн, Эрик Роуэн, Син Кара, Дэмиен Миздоу, Голдаст, Хит Слейтер, Марк Генри  и Вознесение были объявлены участниками битвы. 26 марта матч был назначен на Kickoff шоу. В тот же день Хидео Итами выиграл турнир NXT на WrestleMania Axxess, чтобы заработать место в матче.
26 февраля Интерконтинентальный чемпион Плохие Новости Барретт должен был защищать свой титул в матче с несколькими рестлерами на шоу в лестничном матче, в котором была создана сюжетная линия, когда несколько претендентов украли титул, утверждая, что они его выиграли. Между эпизодом Raw от 2 марта и эпизодом 12 марта. из SmackDown, R-Truth, Дин Эмброуз, Люк Харпер, Дольф Зигглер, Стардаст и Дэниел Брайан  были добавлены в матч.

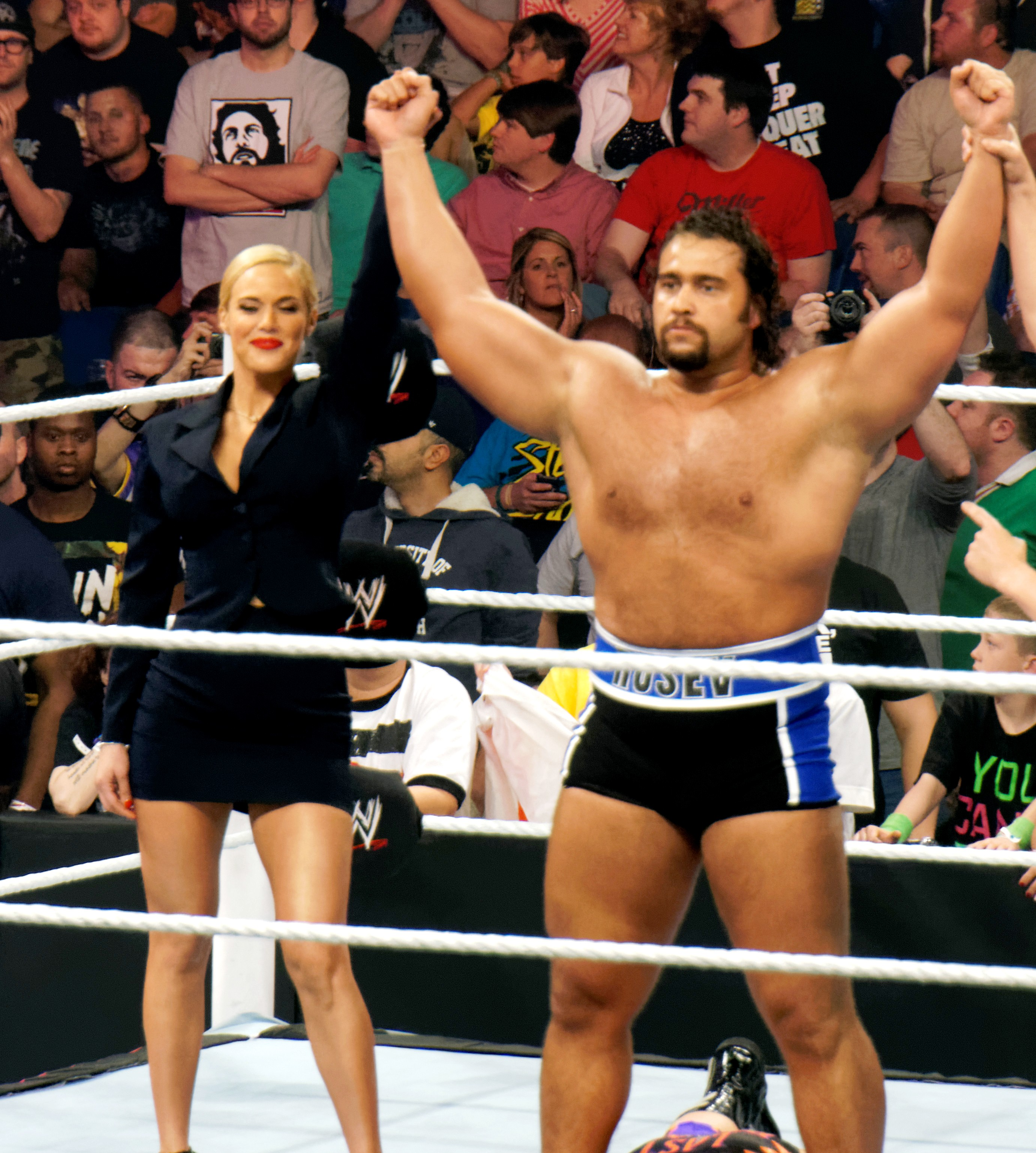
В своем дебютном поединке на Рестлмании Русев проиграл свое Чемпионство Соединенных Штатов Джону Сине в своем первом проигрыше в удержании с тех пор, как он дебютировал в основном росторе WWE в прошлом году

На шоу Fastlane Русев победил Джона Сину и сохранив за собой титул Чемпиона Соединенных Штатов после того, как нанес Сине удар ниже пояса (в моменте когда рефери был отвлечен Ланой) а затем заставил его вырубиться из-за завершающего приема Акколады. В последующие недели Сина вызвал Русева на матч-реванш, от которого Русев отказался. На эпизоде Raw от 2 марта Стефани Макмэн постановила, что Сина не будет участвовать на Рестлмании, если Русев не согласится на матч. 9 марта на эпизоде Raw, после того, как Русев победил Кертиса Акселя, Русев сделал несколько оскорбительных замечаний в адрес США, тем самым вызвав гнев Сины. После оскорблений Сина вышел на ринг и захватил Русева в STF, пока Русев не потерял сознание. Затем Сина взял бутылку воды, использовав ее, чтобы привести Русева в чувство, а затем снова захватил его в STF. Хотя Русев сдался, Сина отказалась разорвать захват, пока Лана не предоставила Сине матч-реванш за титул на Рестлмании от имени Русева.

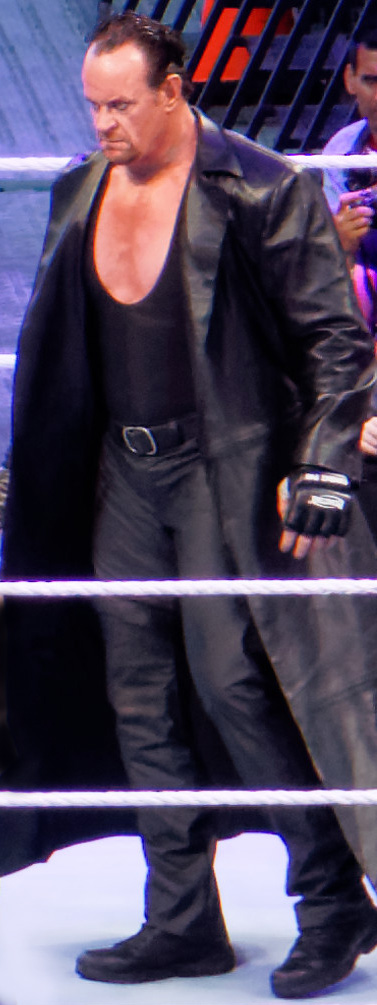
Гробовщик боролся с Брэем Уайаттом на Рестлмании в своем первом выступлении после поражения от Брока Леснара на прошлогоднем шоу

На Fastlane Брэй Уайатт вызвал Гробовщика на матч на Рестлмании после отправки ему сообщений за несколько недель до этого. На эпизоде Raw от 9 марта Гробовщик принял вызов Уайатта на матч на этом мероприятии.
20 октября на эпизоде Raw  участники Руководства Рэнди Ортон, Кейн и Сет Роллинс победили Сину и Эмброуза в уличной драке в гандикап матче 3 на 2. Сразу после матча Роллинс провел Ортону Керп Стомп после разногласий между ними. 27 октября на эпизоде Raw  Ортон провел Роллинсу RKO, тем самым прямо нарушив приказы Руководства. На эпизоде Raw от 3 ноября, после нарастающего разочарования, Ортон атаковал Роллинса во время его матча за  титул Интерконтинентальный чемпиона против Зигглера. Затем Ортон потребовал поединка с Роллинсом, чтобы урегулировать их спор, который Трипл Эйч удовлетворил, чтобы удержать Ортона на стороне Руководства. Роллинс выиграл матч, а затем Ортон атаковал представителя Руководства, прежде чем Роллинс провел ему Керп Стомп, нанеся травму (кейфебно)
Командное чемпионство WWE Raw
На Fastlane Тайсон Кидд и Сезаро победили Братьев Усо  выиграв Командные чемпионства WWE. 23 марта было объявлено что новые чемпионы должны будут защищать свои титулы против команд Лос Матадорес, Нового дня и Усо в фатальном четырехстороннем командном матче на пре-шоу WrestleMania 31 Kickoff.

## Шоу
| Роль:                   | Имя:                   |
| ----------------------- | ---------------------- |
| Английские комментаторы | Майкл Коул             |
| Английские комментаторы | Джерри Лоулер          |
| Английские комментаторы | Джон «Брэдшоу» Лэйфилд |
| Испанские комментаторы  | Карлос Кабрера         |
| Испанские комментаторы  | Марсело Родригес       |
| Интервьюер              | Том Филлипс            |
| Ринг-анонсер            | Лилиан Гарсия          |
| Ринг-анонсер            | Эден Стилс             |
| Рефери                  | Майкл Киода            |
| Рефери                  | Джон Коун              |
| Рефери                  | Чарльз Робинсон        |
| Рефери                  | Руди Чарльз            |
| Рефери                  | Деррик Мур             |
| Рефери                  | Райан Тран             |
| Рефери                  | Чад Паттон             |
| Панель Пре-шоу          | Рене Янг               |
| Панель Пре-шоу          | Букер Ти               |
| Панель Пре-шоу          | Кори Грейвс            |
| Панель Пре-шоу          | Брайан Секстон         |

### Дикторы
Пре-шоу  Рестлмании 31 было организовано Рене Янг, с Букером Ти, Кори Грейвсом и Байроном Сакстоном в качестве аналитиков, в то время как Том Филлипс и Лита выступали в качестве корреспондентов социальных сетей. Английскими комментаторами шоу были Майкл Коул, Джерри Лоулер и Джон «Брэдшоу» Лэйфилд. Испанские, немецкие, французские и итальянские комментаторы также комментировали матчи на ринге. Лилиан Гарсия и Эден Стилс выступали в качестве ринг-анонсеров.

### Знаменитости
По традиции, на Рестлмании присутствовали многочисленные знаменитости, такие как ведущая E! News Мария Менунос, которая выступала в качестве интервьюера за кулисами. Трансляцию pay-per-view шоу открыл Алоэ Блэк, исполнивший песню "America the Beautiful". Также на мероприятии состоялось еще одно музыкальное представление, Скайлар Грей, Трэвис Баркер и Кид Инк исполнили попурри из двух тематических песен Рестлмании 31 – "Rise" и "Money and the Power". Арнольд Шварценеггер присутствуя на шоу, сначала в рамках торжественного выхода Трипл Эйча в стиле фильма Terminator Genisys, а позже был признан частью класса Зала славы WWE 2015 года в качестве участника крыла знаменитостей.

### Пре-шоу
На пре-шоу WrestleMania Kickoff были проведены два матча. Первым был фатальный четырехсторонний матч за командные титулы WWE между действующими чемпионами Тайсоном Киддом и Сезаро (с Натальей), Новым днем (Кофи Кингстон и Биг И) (с Ксавье Вудсом), Los Matadores (Диего и Фернандо) (с Эль Торито) и Усо (Джей и Джимми Усо) (с Наоми). Кидд и Сезаро сохранили свои титулы после того, как на Биг И был проведен самоанский сплэш от Джимми Усо, но потом Сезаро выбросил Усо с ринга и удержал Биг И. Также следует отметить, что Джей Усо получил травму плеча во время матча, что вывело его из строя на несколько месяцев.
Вторым матчем пре-шоу стал второй ежегодный Баттл-роял памяти Андре Гиганта. Которое выиграл Биг Шоу из 30 человек, последним  устранив Дэмиена Миздоу после того, как Миздоу включился и устранил своего партнера по команде  Миза.

### Основные матчи

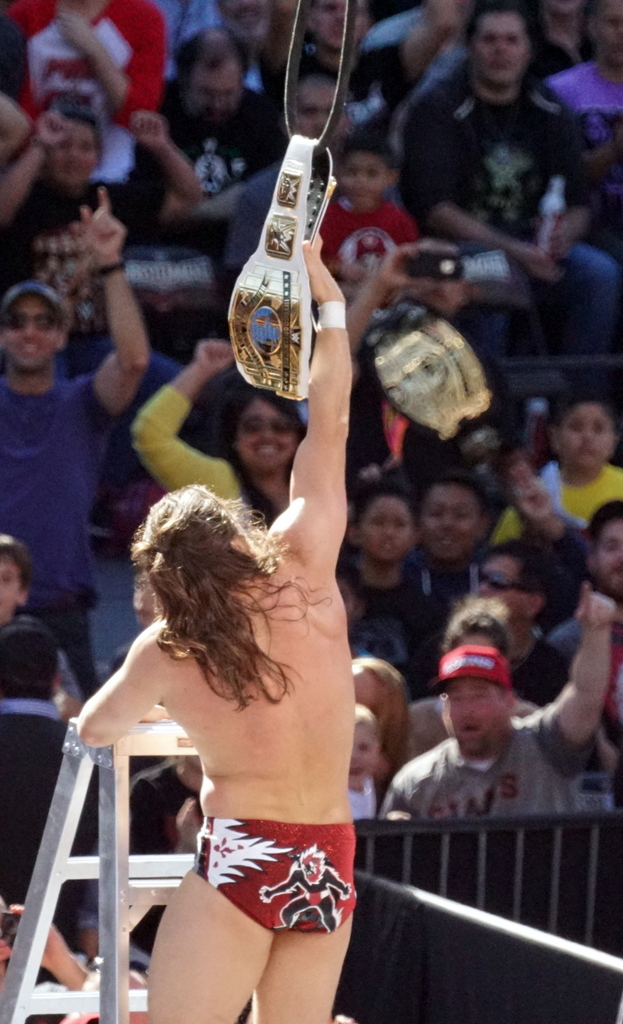
Брайан завоёвывает свое первое Интерконтинентальное чемпионство

Фактический просмотр  pay-per-view открылся с лестничного матча с участием семи человек за Интерконтинентальное чемпионство, в котором текущий чемпион Плохие Новости Барретт защищал свой титул против Дэниела Брайана, R-Truth, Дина Эмброуза, Люка Харпера, Дольфа Зигглера и Стардаста. В итоге титул взял  Дэниел Брайан после того, как он и Зигглер обменялись ударами головой на вершине лестницы, в результате чего Зигглер упал назад и позволил Брайану завоевать свое первое Интерконтинентальное чемпионство.
В следующим матче Сет Роллинс столкнулся с Рэнди Ортоном. Во время матча оба мужчины выбились из своих финишеров. И в итоге Ортон выиграл матч после второго проведенного "RKO", который получил дополнительное преимущество, поскольку Ортон реверсировал "Керп стомп" Роллинса, подняв его в воздух.

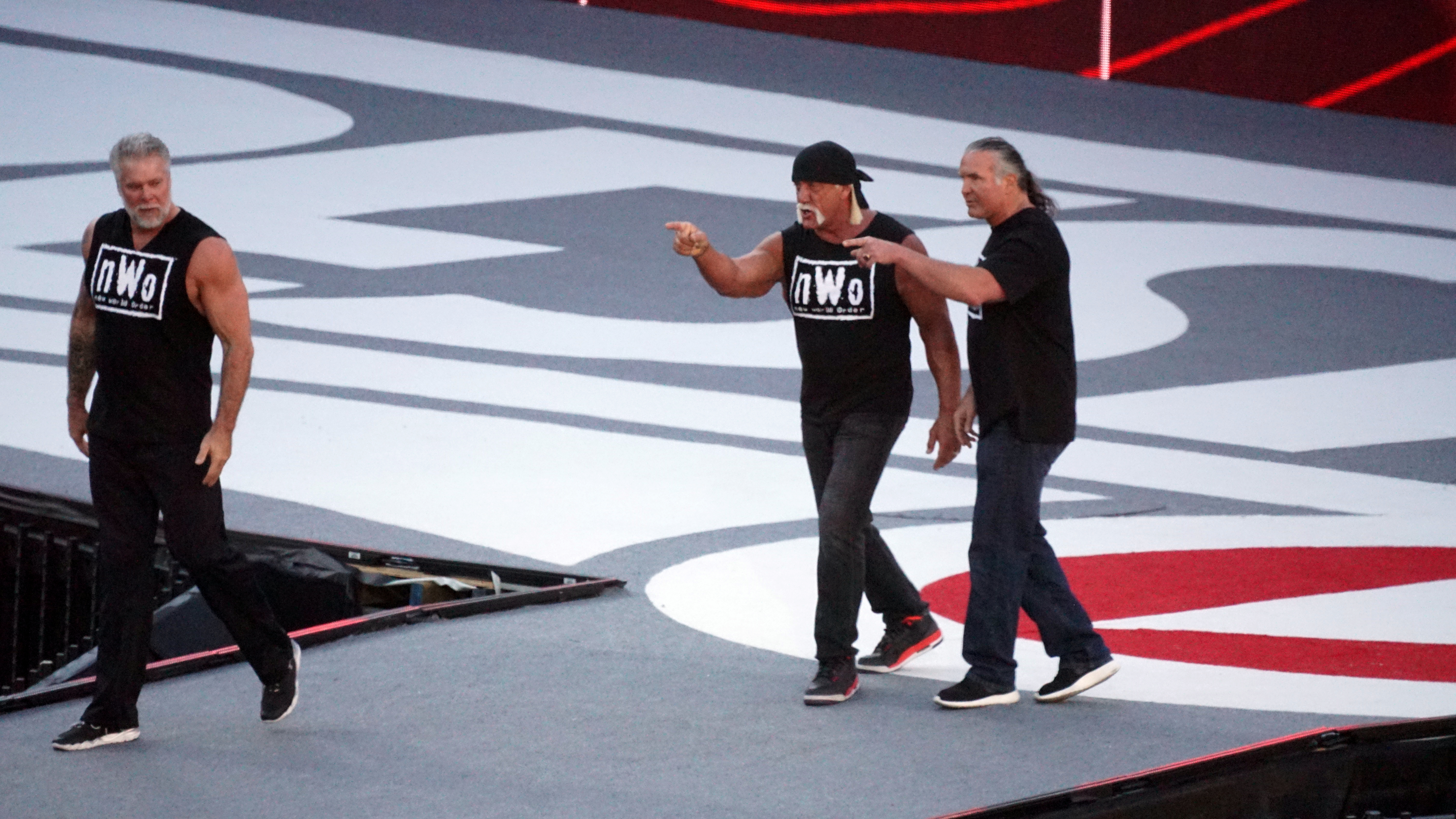
Участники nWo Кевин Нэш (слева), Халк Хоган (в центре) и Скотт Холл (справа) идут к рингу

После этого состоялся матч Стинга и Трипл Эйча в который был без дисквалификации. Это был первый официальный матч Стинга в WWE. В середине матча Стинг заблокировал Трипл Эйча в своем захвате Scorpion Death Lock (вариация шарпшутера), что побудило союзников Трипл Эйча из D-Generation X (DX) выйти на ринг и попытаться вмешаться в матч. Стинг сбил с ног Билли Ганна, Дорожного Пса и Икс-Пака, реверсировал Педигри Трипл Эйча отбросив его в сторону, а затем прыгнул с верхнего каната на всех четверых мужчин. Затем Трипл Эйч провел Педигри на Стинге за то, что он чуть не упал, и достал свою кувалду из-под ринга, что побудило трех первоначальных членов Нового мирового порядка (nWo) (Халка Хогана, Кевина Нэша и Скотта Холла) вмешаться в матч от имени Стинга. Участники nWo уничтожили DX, а Стинг провел Трипл Эйчу свой  Scorpion Death Drop (вариация ДДТ), что привело его к почти падению. Затем Стинг еще раз запер Трипл Эйча в Scorpion Death Lock. Трипл Эйч попытался схватить свою кувалду, но Хоган вытащил ее из его зоны досягаемости, вызвав еще одну драку между обеими фракциями, в то время как Трипл Эйч все еще был заблокирован в захвате подачи Стинга. Появившийся Шон Майклз  провел Стингу Sweet Chin Music. Трипл Эйч пошел на удержание Стинга только для того, чтобы Стингу вырваться. Затем Трипл Эйч выхватил у Ганна свою кувалду, в то время как Холл метнул бейсбольную биту в Стинга. Между Трипл Эйчем и Стингом завязалось противостояние, поскольку они оба держали в руках оружие. Стинг ударил Трипл Эйча битой в живот и ударил кувалдой Трипл Эйч, которая переломилась пополам. Затем Стинг поймал Трипл Эйч в ловушку в углу и нанес свой удар Стингер сплэш. Однако, когда Стинг попытался нанести еще один свой удар, Трипл Эйч ударил Стинга кувалдой, дабы выиграть матч. После матча Трипл Эйч и Стинг пожали друг другу руки на ринге, в то время как команда комментаторов предположила, что соперничество между WWE и WCW наконец-то прекратилось.
Позже  за кулисами Мария Менунос взяла интервью у Дэниела Брайана о его победе за Интерконтинентальное чемпионство, и к празднованию присоединились бывшие интерконтинентальные чемпионы Пэт Паттерсон, "Роуди" Родди Пайпер, Рикки "Дракон" Стимобот, Рик Флэр и Брет Харт, которые поздравили Брайана, исполнив его чант YES ("Да!") вместе, пока праздник не испортил Рон Симмонс своей коронной фразой Damn! ( возможно он тоже хотел искренне поздравить Брайана, но вспомнил что он ни разу не брал этот титул в своей карьере).
В четвертом матче шоу Близняшки Беллы (Бри Белла и чемпионка Див Никки Белла) встретились с Эй Джей Ли и Пейдж. Пейдж и Никки начали кататься на лодке. Большую часть матча "Беллы" изолировали Пейдж и не давали ей передать тэг Ли – которого "Беллы" часто сбивали её с ринга на пол – до тех пор, пока Пейдж не сделала сальто-планшу обоим "Беллам" снаружи. И Пейдж наконец передала тэг Ли, которая применила свой прием "Черная вдова" на Никки, но Бри спасла свою сестру от поражения. Пейдж вбежала на ринг проведя  биг бут на Бри, но сразу же вытолкнула ее за пределы ринга. Затем Бри подставила подножку Ли, когда убегала с канатов, позволив Никки нанести ей удар предплечьем, из-за чего она чуть не упала. В кульминационный момент Пейдж швырнула Бри на ступеньки ринга, позволив Ли провести "Черную вдову" на Никки, которая та подчинилась.
После матча был представлен класс Зала славы 2015 года в который вошли: Бушвакеры, Ларри Збышко, Аландра Блейз, Тацуми Фудзинами, Рикиши, Арнольд Шварценеггер и Кевин Нэш были представлены толпе, в то время как остальные посмертные участники "Мачо Мэн" Рэнди Сэвидж и Коннор "Сокрушитель" Михалек были представлены членами семьи..

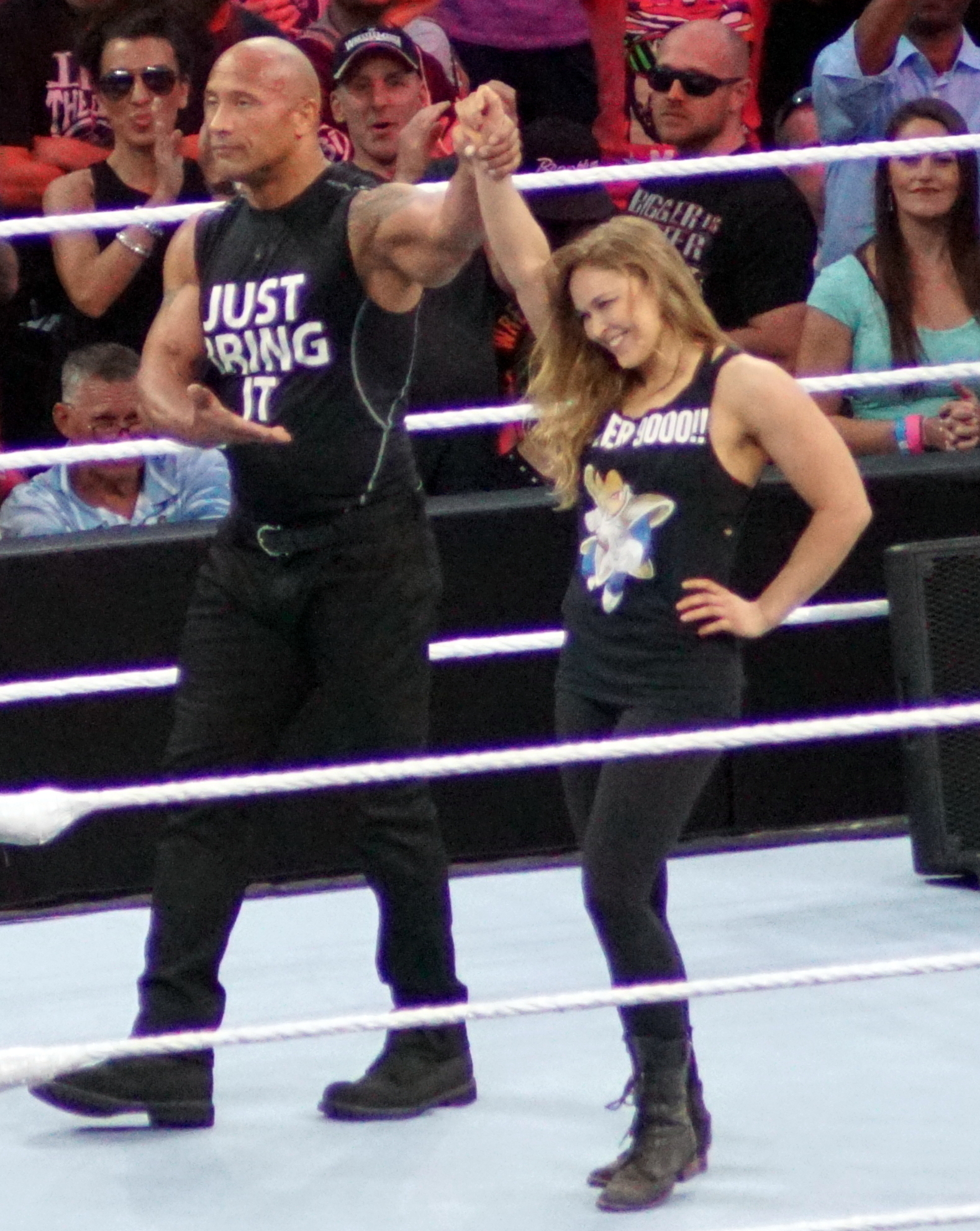
Рок (слева) празднует с Рондой Роузи (справа) после столкновения со Стефани Макмэн и Трипл Эйчем

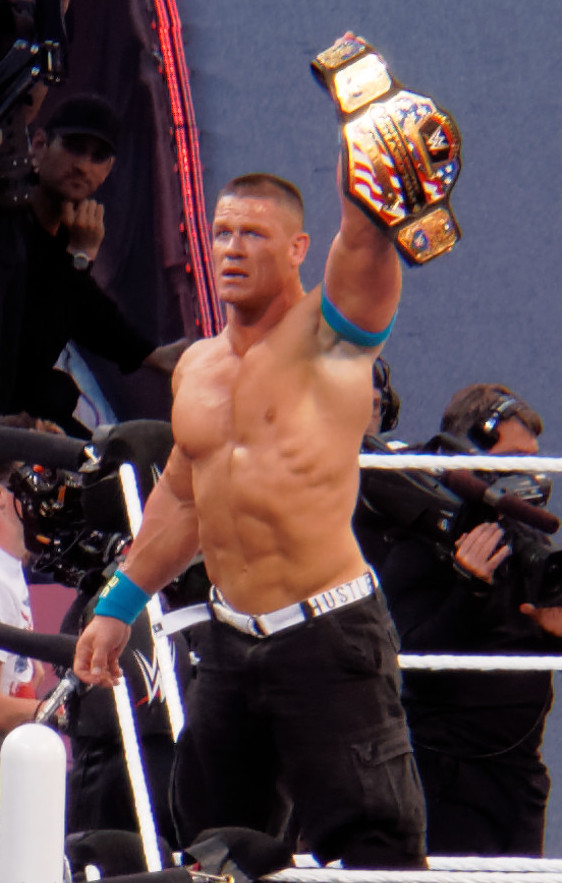
Джон Сина с выигранным титулом Чемпиона США у Русева

После этого Чемпион Соединенных Штатов Русев (в сопровождении своего менеджера Ланы) защищал свой титул против Джона Сины. Большую часть матча Русев доминировал и на протяжении всего матча переигрывал Сину, но Сина смог отбиваться.  Конец матча наступил, когда Лана забралась на апрон ринга и была случайно сбита Русевым, который затем перенес ""Attitude Adjustment"", удержание Сины и потерей титула. Это было первое поражение Русева в WWE с тех пор, как он дебютировал в основном ростере в апреле 2014 года.
В следующем сегменте Руководство (англ.The Authority) (Трипл Эйч и Стефани Макмэн) объявили, что WrestleMania установила новый рекорд посещаемости стадиона Ливайс Стэдиум в котором присутствовало  76 976 человек, и начали злорадствовать по поводу своих достижений и победы Трипл Эйча над Стингом ранее днем, что побудило Скалу выйти на ринг. После словесной перепалки Стефани оскорбила Рока и ударил его по лицу, насмехаясь над тем, что он не будет мстить, потому что не смеет ударить женщину. Затем Рок вывел на ринг чемпионку UFC в легчайшем весе среди женщин Ронду Роузи (которая сидела впереди). После того как она зашла на ринг, Роузи сказала Макмэн, что она "владеет каждым ринг, на котором она находится", затем Рок атаковал Трипл Эйча, а после он и Роузи выбросили их с ринга, сначала подразнив Стефани Макмэн рычагом.
В предпоследнем матче шоу Гробовщик встретился с Брэем Уайаттом. Это было первое появление Гробовщика со времен Рестлмании ХХХ. Сообщалось, что Уайатт законно повредил лодыжку ранее в тот же день во время подготовки к матчу, в результате чего оба рестлера работали в медленном темпе. В то время как Уайатт в основном контролировал нападение, Гробовщик смог выполнить большинство своих фирменных приемов, таких как "Олдскул", Биг бут и "Змеиные глаза". В конце матча Уайатт выбрался из Гробовой Плиты (англ."Tombstone Piledriver"), в то время как Гробовщик выбрался из его финишера "Sister Abigail". В конце концов, Гробовщик выполнил второй "Tombstone Piledriver",  выиграть матч, увеличив свой рекорд до 22-1.

### Мэйн Ивент
В мейн ивенте Брок Леснар (вместе с Полом Хейманом) защищал свой титул Чемпиона мира WWE в тяжелом весе против Романа Рейнса. В течение первой минуты матча Леснар выполнял немецкий суплекс и F-5 на Рейнсе. Леснар также получил два незначительных пореза от Рейнса (на одной щеке, а затем на подбородке), но продолжал доминировать следующие десять минут с помощью ударов коленом и различных суплексов (Рыбак, немец, над головой, живот к животу, вертикальный и щелчок), что привело к тому, что Леснар закричал "Суплекс Сити, сука!" (англ. "Suplex City, bitch!" ) (что дало ему прозвище "Мэр Суплекс-сити"). Леснар выполнил второй F-5 на Рейнсе, едва не упав. Леснар снял свои перчатки ММА, четыре раза ударил Рейнса, у которого немного потекла кровь изо рта, и выполнил еще три немецких суплекса и третий F-5 на нем за то, что он чуть не упал. После долгого доминирования Леснара переломный момент наступил примерно на двенадцатой минуте, когда дуэт оказался вне ринга: Рейнс толкнул Леснара в стойку ринга, из-за чего у него потекла кровь со лба. Вернувшись на ринг, после того, как Леснар едва избежал отсчета, Рейнс нанес ему три удара Супермена и два Гарпуна, из-за чего он едва не упал. Леснар отразил еще один удар Супермена четвертым F-5 на Рейнсе, но не смог выполнить удержание. Пока оба бойца все еще были в нокдауне, на ринг выбежал Сет Роллинс со своими кейсом Money in the Bank и закешил свой контракт, превратив одиночный матч в матч с тройной угрозы, это стало впервые в истории  когда кейс контракта был использован во время матча. Роллинс вышвырнул Рейнса с ринга и нанес Леснару кёрп стомп, который чуть не упал. Роллинс нанес второй такой же удар  Леснару, который тот реверсировал, подняв его, готовясь к проведению F-5, но Рейнс провел третий  гарпун Леснару, что спасло Роллинса. Когда Леснар выкатился с ринга, Роллинс воспользовался преимуществом, наносит кёрп стомп Рейнсу, затем удерживает его и выигрывает титул. После матча Роллинс снова побежал по трапу отпраздновал свою победу с титульным поясом, в то время как WWE окрестила эту победу "Ограблением века".

## Прием
WWE утверждает, что это шоу было самым кассовым событием  за всю её историю в то время, собрав доход в размере 12,6 миллионов долларов. WWE также заявила о посещаемости в 76 976 человек. Однако Дейв Мельтцер из информационного бюллетеня Wrestling Observer Newsletter сообщил о посещаемости всего в 67 000 человек  и сказал во время второго матча  основного карда, что "на самом деле было много пустых мест по всему стадиону", в основном на верхней палубе.
Шоу получило одобрение как поклонников, так и критиков. Джон Пауэлл из Canadian Online Explorer дал шоу идеальную оценку 10 из 10 звезд, назвав его "лучшей манией в истории", а мэйн ивент между Броком Леснаром, Романом Рейнсом и Сетом Роллинсом получило оценку 8,5 звезд из 10. Матч Стинга против Трипл Эйча получил наивысшую оценку в 9 звезд из 10, а матч Гробовщика против Брэя Уайатта получил оценку 8 звезд из 10.
В своем прямом репортаже с шоу Дейв Мельтцер из з информационного бюллетеня Wrestling Observer Newsletter описал шоу как "одно из лучших шоу, которые он когда-либо видел. Несколько отличных матчей, убийственный угол и очень мало того, что было не очень хорошо". Он также высоко оценил участие Ронды Роузи. В целом, он заявил, что Рестлмания 31 была "одной из наиболее сбалансированных рестлманий в истории, потому что там не было плохих матчей. Но в нем также не было ничего близкого к матчу года или кандидату на звание лучшего матча мании".
Джек Де Менезес из The Independent сказал: "Эта WrestleMania войдет в историю как одна из, если не величайших рестлманий всех времен. Начиная с воссоединения NWO и заканчивая объединением Скалы с Рондой Роузи и невероятным "RKO из ниоткуда" Рэнди Ортона, почти каждый матч был зрелищем, достойным самой грандиозной сцены из всех".

## Последствия

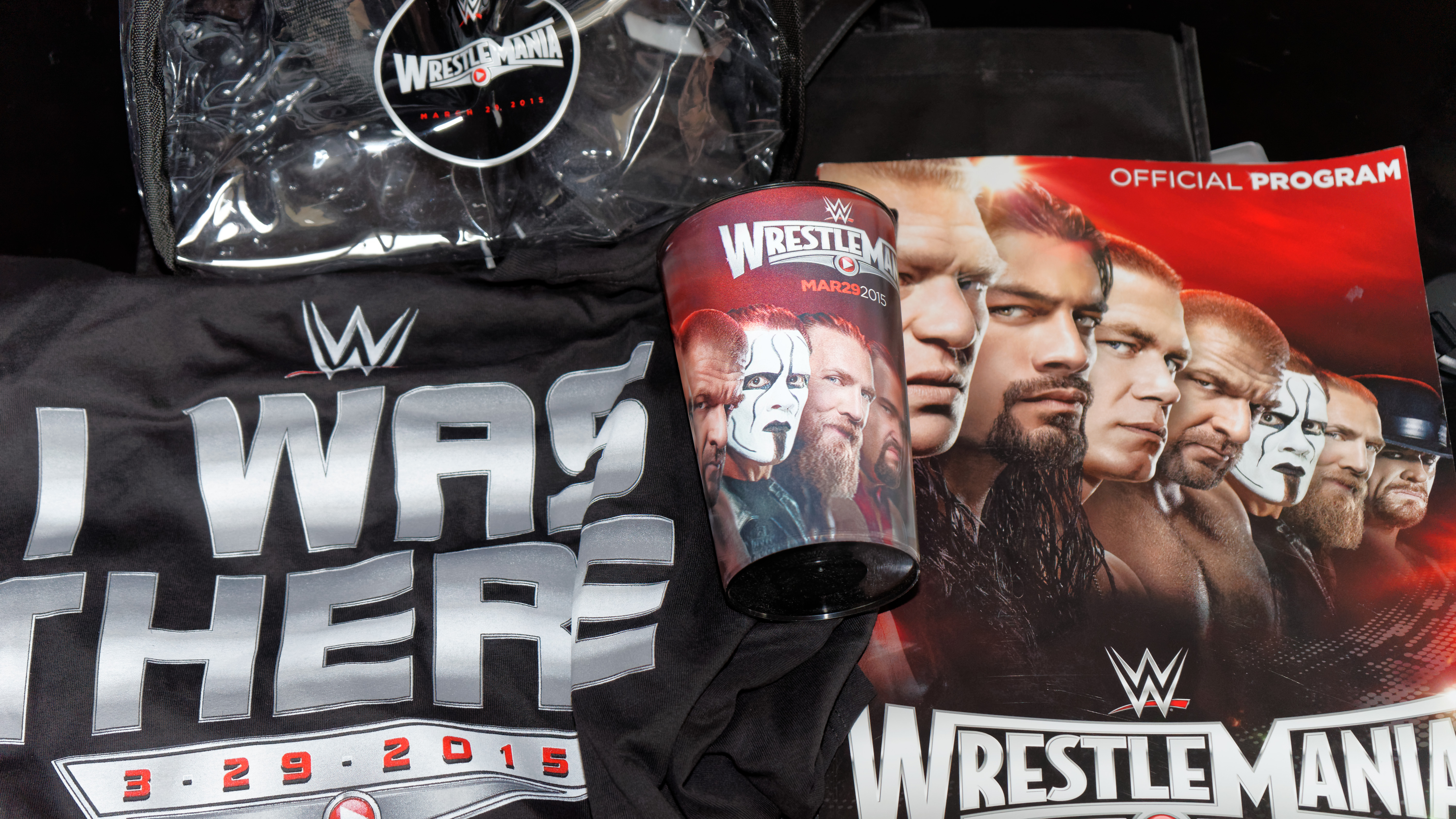
Мерчендайзер шоу WrestleMania 31

Журналист Дейв Мельтцер сообщил, что члены семьи Романа Рейнса были по-настоящему расстроены концовкой мейн ивента, написав, что особенно его отец Сика был в ярости до такой степени, что произошла "почти плохая сцена".
Следующей ночью на Raw в Сан-Хосе Брок Леснар ссылается на свое условие о матче-реванше за титул чемпиона мира WWE в тяжелом весе, но получил отказ от нового действующего чемпиона Сета Роллинса. Леснар ответил нападением на Роллинса, который убежал. Затем Леснар атаковал его секундантов  J&J Security (Джейми Ноубл и Джоуи Меркьюри), оператора и комментаторов трансляции (Букер Ти, Джон "Брэдшоу" Лэйфилд и Майкл Коул). В результате чего Леснар был уволен и оштрафован Стефани Макмэн (сюжетно). Байрон Сакстон и Джерри Лоулер немедленно заменили их на сломанном столе комментаторов. Том Филлипс также заменил Майкла Коула в качестве ведущего на две недели и следующий четверг на SmackDown.
Позже во время шоу вернулся Роллинс, где Рэнди Ортон попросил у него титульный бой из-за победы над ним накануне вечером. Затем Ортон и Роллинс провели матч в стальной клетке за титул на шоу Extreme Rules, где Роллинс сохранил титул после вмешательства Кейна. Из-за того, что Роллинс не выиграл чисто, на Payback был запланирован фатальный четырехсторонний матч, в котором приняли участие Роман Рейнс, Дин Эмброуз и Ортон боролись за титул. Эмброуз и Рейнс получили тайтл-шоты после победы над Роллинсом на последовательных шоу Raw. Затем Роллинс защитил свой титул против Эмброуза на шоу Elimination Chamber из-за того, что Эмброуз украл титул за две недели до события шоу. На шоу Money in the Bank  Роллинс снова защитил свой титул  после того, как Руководство потребовали от него выиграть без какой-либо помощи. Следующей ночью на Raw вернулся Брок Леснар, чтобы встретиться с Роллинсом в мейн ивенте Battleground, и их матч закончился победой Леснара из-за дисквалификации после вмешательства Гробовщика. Но 4 ноября, во время матча против Кейна на хаус-шоу в Дублине, Ирландия, Роллинс порвал ACL, MCL и медиальный мениск в колене, пытаясь выполнить сальто sunset powerbomb. Травма потребовала хирургического вмешательства, и что ожидалось,  Роллинс будет выведен из строя примерно на шесть-девять месяцев. В результате чего Роллинс на следующий день сдал свой пояс чемпиона мира WWE в тяжелом весе, завершив свой рейн в 220 дней.
На Raw после Рестлмании 31 Брайан победил Дольфа Зигглера и провел свою первую успешную защиту Интерконтинентального титула; однако после матча на Брайана и Зигглера напал Барретт только для того, чтобы Шеймус вернулся и прогнал Барретта, прежде чем напасть на Брайана и Зигглера. Потом Брайан столкнулся с Шеймусом на SmackDown на той неделе и проиграл матч по подсчету, когда вмешался Барретт. Во время матча Брайан ударился головой об комментаторский стол и получил незапланированный порез на лбу, из-за которого у него пошла кровь, а позже на рану наложили швы. Спустя две недели на SmackDown, Дэниел Брайан объединился с чемпионом Соединенных Штатов Джоном Синой и победил командных чемпионов WWE Сезаро и Тайсона Кидда путем подчинения, что как оказалось  это последний телевизионным поединок Брайана. После записей SmackDown 14 апреля WWE отстранила Дэниела Брайана от рестлинга на оставшуюся часть тура WWE по Европе в качестве "меры предосторожности". Запланированная Брайаном защита титула на Extreme Rules 26 апреля против Барретта позже была отменена, поскольку Брайан "по медицинским показаниям не мог участвовать в выступлениях". Менее чем через неделю, WWE прекратила продвигать Брайана на всех будущих прямых эфирах или телевизионных записях.
Примерно через месяц после перерыва на телевидении Брайан вернулся на эпизод Raw от 11 мая. Однако он объявил, что после прохождения МРТ он будет отсутствовать в течение неизвестного периода времени и, возможно, ему придется уйти на пенсию; так как характер его травм не был раскрыт. Поэтому он отказался от Интерконтинентального титула.  Освобожденный Брайаном титул на шоу Elimination Chamber 31 мая выиграл Райбек. В июле Брайан сообщил, что его травма была связана с сотрясением мозга, и заявил, что внешние медицинские работники разрешили ему вернуться на ринг, и он ждет, когда WWE разрешит ему выступать. После получения дополнительной диагностической информации, которая убедила его в необходимости выхода на пенсию, Брайан объявил о своем уходе на эпизоде Raw от 8 февраля 2016 года. 20 марта 2018 года, после более чем двухлетних оценок, анализируя его историю болезни и неврологические и физические оценки, Брайан был допущен тремя внешними независимыми нейрохирургами, неврологами и экспертами по сотрясению мозга, в дополнение к Джозефу Марону, к участию в выступлениях на ринге WWE.
3 апреля 2015 года, спустя пять дней после победы на Рестлмании 31, Эй Джей Ли прекратила выступать на ринге  WWE. 13 апреля Пейдж выиграла баттл-роял и стала претенденткой номер один на титул Чемпионки среди Див Никки Беллы. После матча Наоми напала на Пейдж, тем самым хиллтернувшись  ранила (сюжетно) Пейдж.
В 2017 году на Рестлмании 33 Леснар победил Голдберга и стал Вселенским чемпионом и в эту же ночь, Рейнс стал вторым человеком, победившим Гробовщика на Рестлмании. На эпизоде Raw после Рестлмании 33 Пол Хейман дразнил фанатов матч между Леснаром и Рейнсом за титул мирового чемпиона, поскольку они были единственными мужчинами, победившими Гробовщика на Рестлмании. В течение следующего года Леснар сохранял мировой титул в различных матчах, включая фатальный четырехсторонний матч на SummerSlam против Брауна Строумана, Самоа Джо и Рейнса., где Леснар сохранил титул.
На шоу Elimination Chamber в феврале 2018 года Рейнс победил Строумана, Элайаса, Джона Сину, Миза, Финна Балора и Роллинса в своем первом в истории матче одноименного шоу и стал претендентом номер один за Вселенское Чемпионство. В апреле того же года Леснар провел две успешные, хотя были противоречивые, телевизионные защиты титула против Рейнса, сначала на WrestleMania 34, а затем на Greatest Royal Rumble в матче стальной клетке. В конце концов Рейнс победил Леснара на SummerSlam в августе и выиграл свой первое Вселенское чемпионство. Однако на эпизоде Raw от 22 октября 2018 года, Рейнс снял с себя титул из-за болезни лейкемии, с которой он боролся ещё с 2007 года.
Спустя четыре года после Рестлмании 34, Рейнс и Леснар встречаются в третий раз сражаясь на Рестлмании 38 в мейн ивенте второй ночи, как за Чемпионство WWE, так и за Вселенское чемпионство WWE, чтобы стать неоспоримым чемпионом и объединить оба титула, хотя Леснар изображался как фаворит фанатов, а Рейнс - хилла вместе с Хейманом в его уголе. Рейнс победил его после четырех гарпунов и стал бы первым неоспоримым чемпионом мира в WWE со времен Джона Моксли (тогда под именем Дин Эмброуз) в 2016 году.

## Результаты
| №                             | Матч | Тип матча | Время |
| ----------------------------- | --- | --- | ----- |
| Кик-офф                       | Биг Шоу победил, выкинув последним Дэмиена Миздоу | Королевская битва за мемориальный трофей в честь Андре Гиганта                                                   | 18:05 |
| Кик-офф                       | Сезаро и Тайсон Кидд (с) (с Натальей) победили «Новый день» (Биг И и Кофи Кингстон) (c Ксавье Вудсом), «Лос Матадорес» (с Эль Торито) и Братьев Усо (Джимми и Джей) (с Наоми) | Четырёхсторонний командный матч за титул командных чемпионов WWE                                                 | 9:58  |
| 1                             | Дениел Брайан победил Плохие Новости Барретта (с), R-Truth, Дина Эмброуса, Люка Харпера, Дольфа Зигглера, Стардаста                                                           | Матч с лестницами за титул интерконтинентального чемпиона WWE                                                    | 13:47 |
| 2                             | Рэнди Ортон победил Сета Роллинса (с Джоуи Меркури и Джейми Ноублом) | Одиночный матч                                                                                                   | 13:15 |
| 3                             | Трипл Эйч победил Стинга | Одиночный матч без дисквалификации                                                                               | 18:36 |
| 4                             | Эй Джей Ли и Пэйдж победили Близняшек Белла (Бри и Никки) | Командный матч                                                                                                   | 6:42  |
| 5                             | Джон Сина победил Русева (c) (с Ланой) | Одиночный матч за титул чемпиона Соединённых Штатов WWE                                                          | 14:31 |
| 6                             | Гробовщик победил Брэя Уайатта | Одиночный матч                                                                                                   | 15:12 |
| 7                             | Сет Роллинс победил Романа Рейнса и Брока Леснара (c) (с Полом Хейманом) | Трёхсторонний матч за титул чемпиона мира в тяжёлом весе WWE Сет Роллинс использовал свой кейс Money in the Bank | 16:43 |
| (c) — чемпион на начало матча | | |       |

1. ↑  Так же в матче участвовали: Адам Роуз, Миз, Райбек, Кёртис Аксель, Фанданго, Зак Райдер, Джек Сваггер, Тайтус О’Нил, Даррен Янг, Кейн, Эрик Роуэн, Коннор, Виктор, Марк Генри, Голдаст, Син Кара, Хит Слейтэр, Хидэо Итами